# اوستیای جنوبی
اوسِتیای جنوبی (به زبان ایرُنی: Хуссар Ирыстон)؛ آوانگاری: خوسّآر ایرِئستون، (به گرجی: სამხრეთ ოსეთი)؛ آوانگاری: سامخرِت اُسِتی، (به روسی: Южная Осетия)؛ آوانگاری: یوژنآیآ اُسِتیآ؛ با نام رسمی جمهوری اوستیای جنوبی–دولت آلانیا یک سرزمین مورد مناقشه و کشور خودخوانده‌ای است که به‌طور محدود، به رسمیت شناخته شده است، که به مرکزیت تسخینوالی که شینوالی نیز گفته شده اداره می گردد.
پس از جنگ ۲۰۰۸ اوستیای جنوبی، نیروهای اوستیایی و روسی کنترل کامل این سرزمین را عملاً در دست گرفتند. تاکنون کشورهای روسیه، ونزوئلا، نیکاراگوئه، نائورو و تووالو و سوریه سرزمین اوستیای جنوبی را به عنوان یک کشور مستقل به رسمیت شناخته‌اند.

## تاریخ

مهاجرت اوستیایی‌ها در طول زمان

آسی‌ها از آلان‌ها یک قبیله کوچ نشین ایرانی سرچشمه می‌گیرند در قرن هشتم یک پادشاهی یکپارچه آلان در قفقاز شمالی پدید آمد و آلانیا نام گرفت. درحدود سال‌های ۱۲۳۹ تا ۱۲۷۷ پادشاهی آلانیا به دست مغول و بعداً به دست ارتش تیمور افتاد و آلانی‌ها را قتل‌عام کردند. بازماندگان در بین آلان‌ها به سمت کوه‌های قفقاز عقب‌نشینی کردند و به تدریج مهاجرت به جنوب را از طریق کوه‌های قفقاز به سمت پادشاهی گرجستان آغاز کردند..
در قرن هفدهم با فشار شاهزادگان کاباردی اوستی‌ها موج دوم مهاجرت را از قفقاز شمالی به پادشاهی کارتلی آغاز کردند. دهقانان اوستیایی که به مناطق کوهستانی قفقاز جنوبی مهاجرت می‌کردند اغلب در مناطق فئودال‌های گرجی ساکن می‌شدند. پادشاه گرجستانی پادشاهی کارتلی به اوستی‌ها اجازه مهاجرت داد.

### ستیزه گرجستان-اوستیا
ستیزه گرجستان-اوستیا در سال ۱۹۸۹ میلادی آغاز شد. با فروپاشی شوروی در سال ۱۹۹۱ میلادی و اعلام استقلال گرجستان از اتحاد جماهیر شوروی، ساکنان اوستیای جنوبی حاکمیت گرجستان را نپذیرفتند و استقلال اوستیای جنوبی را اعلام کردند. این اعلام استقلال از همان هنگام با مخالفت تفلیس مواجه شد تا اینکه سرانجام نیروهای ارتش گرجستان در روز هفتم اوت ۲۰۰۸ میلادی وارد شهر تسخینوالی، مرکز اوستیای جنوبی، شدند، تا حاکمیت تفلیس بر این منطقه را اعمال کنند.

#### جنگ اوستیای جنوبی ۲۰۰۸

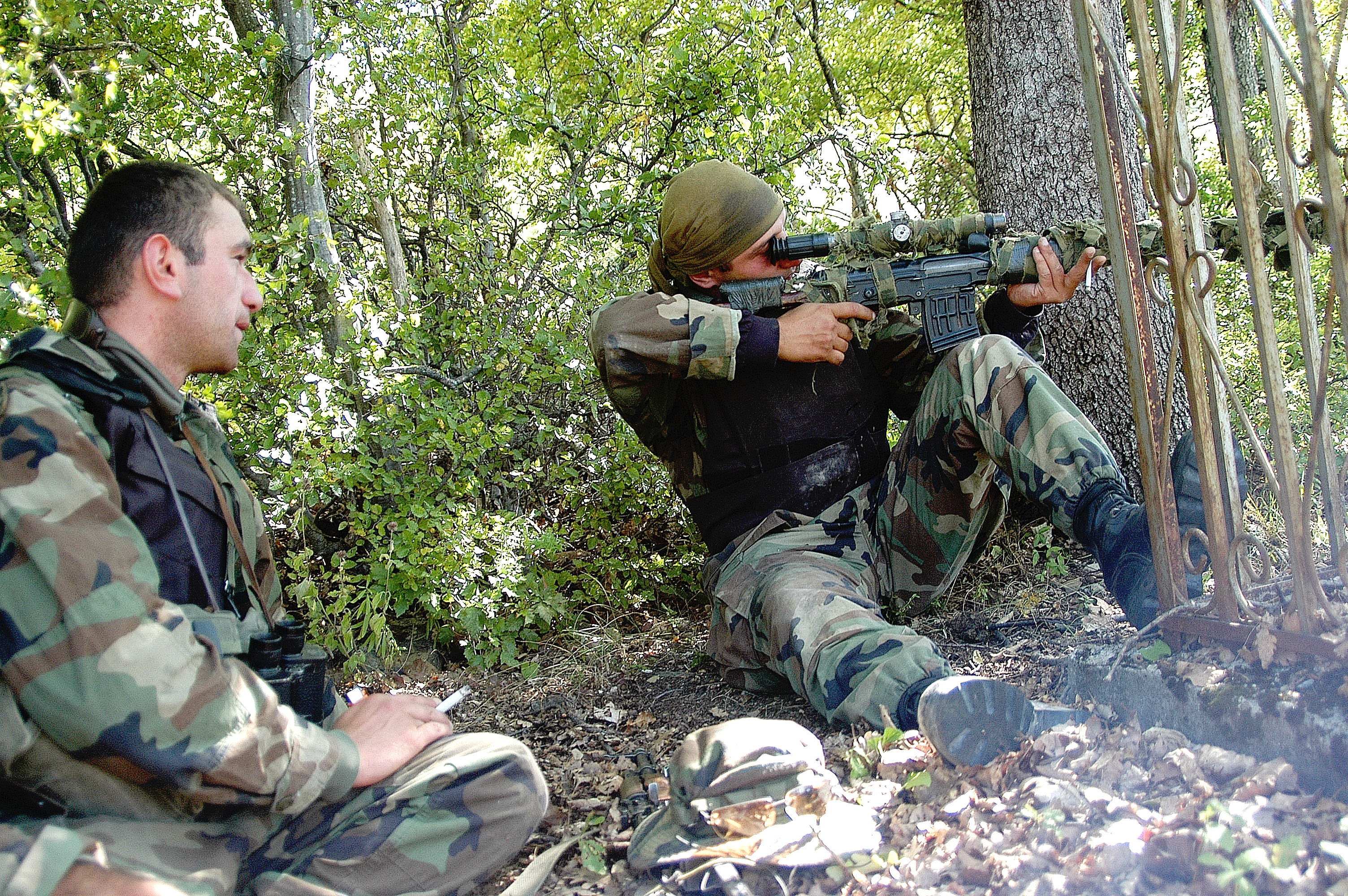
تک‌تیراندازان گرجی در اوستیای جنوبی

نبرد میان استقلال‌طلبان اوستیای جنوبی و نیروهای گرجی که از سال ۱۹۸۹ میلادی آغاز شده‌بود، در سال ۲۰۰۸ میلادی شدت گرفت. در سال ۲۰۰۸ میلادی پس از روزها نبرد سنگین میان استقلال‌طلبان اوستیای جنوبی و ارتش گرجستان، یک آتش‌بس اعلام شد. ولی پس از اعلام آتش‌بس، در تاریخ ۷ اوت ۲۰۰۸ نیروهای ارتش گرجستان در یک عملیات غافلگیرانه، شهر تسخینوالی را تصرف کردند. فردای آن روز یعنی در ۸ اوت ۲۰۰۸ میلادی، ارتش روسیه در واکنش به حملهٔ ارتش گرجستان، بخشی از نیروهای خود را در مرز با اوستیا قرار داد. سپس تانک‌های ارتش روسیه وارد شهر تسخینوالی شدند. دمیتری مدودف، رئیس‌جمهور وقت روسیه، این اقدام ارتش روسیه را در جهت دفاع از شهروندان روسی ساکن در اوستیای جنوبی عنوان کرد. با حمایت ارتش روسیه، استقلال‌طلبان بار دیگر به پیروزی رسیدند. پس از این پیروزی، روسیه در ۲۶ اوت ۲۰۰۸ و نیکاراگوئه در ۳ سپتامبر ۲۰۰۸ استقلال اوستیای جنوبی را به رسمیت شناختند. اما اعضای ناتو، اتحادیه اروپا و اکثر کشورهای دیگر آن را بخشی از گرجستان می‌دانند. البته مقامات گرجی اوستیای جنوبی را یک سرزمین اشغال شده توسط روس‌ها می‌دانند و شایعاتی در مورد پیوستن احتمالی این سرزمین به فدراسیون روسیه وجود دارد.

#### تغییر نام این جمهوری، به جمهوری «آلانیا»
همه‌پرسی تغییر نام این جمهوری، به جمهوری «آلانیا» در ۹ آوریل ۲۰۱۷ میلادی و همزمان با ششمین دوره انتخابات ریاست جمهوری این سرزمین، برگزار شد. نتایج این همه‌پرسی نشان داد که بیش از ۷۸ درصد مردم این سرزمین، به نام «آلانیا» برای این جمهوری رأی داده‌اند. همزمان با این همه‌پرسی، ششمین دوره انتخابات ریاست جمهوری این منطقه نیز برگزار شد که آناتولی بی بیوف، رئیس مجلس این منطقه با کسب ۵۷٫۹۸ درصد از آرا به ریاست جمهوری رسید.

## جغرافیا
مساحت اوستیای جنوبی ۳۹۰۰ کیلومتر مربع است. این سرزمین شامل ۴ بخش، یک شهر و ۴ شهرک است. مرکز آن شهر تسخینوالی است.

## جمعیت و مردم
جمعیت اوستیای جنوبی در ۱۹۷۸ میلادی ۱۰۳ هزار نفر بوده است. براساس برآورد سال ۱۹۷۷ میلادی، ۶۶٫۵ ٪ جمعیت این استان اوستیایی، ۲۸٫۳ ٪ گرجی و ۶٫۱ ٪ روس بودند.
جمعیت این کشور، براساس برآورد سال ۲۰۰۰ حدود ۵۰ هزار نفر بوده و برآوردی نشان می‌دهد که در سال ۲۰۰۷ حدود ۴۵ هزار اوستی و ۱۷٬۵۰۰ گرجی در این جمهوری زندگی می‌کردند. این در حالیست که در سرشماری سال ۱۹۸۹ شوروی ۹۹ هزار نفر (۶۶٪ اوستی، ۲۹٪ گرجی، ۲٫۱٪ روس، ۱٫۲٪ ارمنی، ۰٫۹٪ یهودی و ۴٫۸٪ از اقوام دیگر) و در سرشماری سال ۱۹۳۹ بیش از ۱۰۶ هزار نفر (۶۸٫۱٪ اوستی، ۲۵٫۹٪ گرجی، ۲٪ روس، ۱٫۹٪ یهودی، ۱٫۴٪ ارمنی و ۰٫۷٪ از اقوام دیگر) در این ناحیه می‌زیستند.
بیشتر مردم اوستی مسیحی و اقلیتی از آنان مسلمان هستند.
مردم اوستی به سبب تعلق به اقوام آریایی خود را ایرُن می‌نامند که مشابه نام ایران است. اوستی‌ها از بازماندگان اقوام آریایی سکا، سرمتی‌ها و نیز آلان‌ها هستند. از دیدگاه زبان‌شناسی زبان مردم اوستی از شاخه زبان‌های ایرانی شناخته شده است. تشکیل این قوم را مربوط به سده‌های هفتم و هشتم پیش از میلاد دانسته‌اند. نام بومی آسی برای اوستیا یعنی ایریستان نیز به معنای ایرانستان (سرزمین ایرانیان) است. نام آلان نیز خود شکلی از نام ایران (آریائیان) است.
اوستی ها به لحاظ فرهنگی، لباس، دین و مذهب و بعضی آداب و رسوم شباهت‌هایی نیز با سایر مردم گرجستان دارند و تفاوت آنها در زبان هست.

## اقتصاد
تمام کالاهای مورد نیاز مردم باید از طریق تونل‌هایی که در دل کوهستان‌های غرب قفقاز کشیده شده‌اند به این ناحیه منتقل شود. بهای اجناس بسیار بالا، بیکاری شدید و فساد مالی و اداری گسترده است. مقامات اوستیای جنوبی در حال برنامه‌ریزی برای بهبود امور مالی با افزایش تولید داخلی از آرد و در نتیجه کاهش نیاز به واردات آرد هستند. برای این منظور، زمین‌های زیر کشت گندم از ۱۳۰ هکتار در سال ۲۰۰۸ به ۱۵۰۰ هکتار افزایش یافته است. برداشت گندم در سال ۲۰۰۸ به ۲۵۰۰ تن گندم انتظار می‌رفت. وزارت کشاورزی اوستیای جنوبی نیز اقدام به واردات تراکتور در سال ۲۰۰۸ میلادی کرده و انتظار تحویل ماشین آلات کشاورزی در سال ۲۰۰۹ را دارد.
در ژوئن ۲۰۱۰ میلادی اعلام شد که مجموع هزینه‌های بازسازی اوستیای جنوبی که از سال ۲۰۰۸ میلادی آغاز شده است، به بیش از ۲۶ میلیارد روبل می‌رسد. حمایت از بودجه اوستیای جنوبی و همچنین سرمایه‌گذاری در بازسازی مجموعه‌های این جمهوری و ساخت مجموعه‌های جدید توسط روسیه ادامه دارد.
اقتصاد این کشور در حال حاضر بسیار وابسته به بودجه از روسیه است که موجب تقویت اقتصاد آن از ۲۰۰۸ شده است.